# دولغيفيل (نيويورك)
دولغيفيل (بالإنجليزية: Dolgeville, New York)‏ هي منطقة سكنية تقع في الولايات المتحدة في نيويورك (ولاية). يقدر عدد سكانها بـ 2,206 نسمة ومساحتها 4.8 كم2 وترتفع عن سطح البحر 241 متر.

## التركيبة السكانية
حدّد مكتب تعداد الولايات المتحدة بيانات التركيبة السكانية لدولغيفيل في تعداد الولايات المتحدة. في ما يلي، التركيبة السكانية حسب تعدادي 2000 و2010.

### تعداد عام 2000
بلغ عدد سكان دولغيفيل 2,166 نسمة بحسب تعداد عام 2000، وبلغ عدد الأسر 915 أسرة وعدد العائلات 593 عائلة مقيمة في القرية. في حين سجلت الكثافة السكانية 456 نسمة لكل كيلومتر مربع (1,181.0/ميل2). وبلغ عدد الوحدات السكنية 1,018 وحدة بمتوسط كثافة قدره 214.3 لكل كيلومتر مربع (555.0/ميل2).
وتوزع التركيب العرقي للقرية بنسبة 97.41% من البيض و0.23% من الأمريكيين الأفارقة و0.69% من الأمريكيين الأصليين و0.42% من الأمريكيين ذوي الأصول الآسيوية و0.05% من سكان جزر المحيط الهادئ و0.09% من الأعراق الأخرى و1.11% من عرقين مختلطين أو أكثر و0.97% من الهسبانيون أو اللاتينيون من أي عرق.
بلغ عدد الأسر 915 أسرة كانت نسبة 31% منها لديها أطفال تحت سن الثامنة عشر تعيش معهم، وبلغت نسبة الأزواج القاطنين مع بعضهم البعض 46.7% من أصل المجموع الكلي للأسر، ونسبة 12.8% من الأسر كان لديها معيلات من الإناث دون وجود شريك، بينما كانت نسبة 5.4% من الأسر لديها معيلون من الذكور دون وجود شريكة وكانت نسبة 35.2% من غير العائلات. تألفت نسبة 31.5% من أصل جميع الأسر من عدة أفراد يعيشون في نفس المنزل ونسبة 17.6% كانت تتألف من شخص يعيش بمفرده يبلغ من العمر 65 عاماً أو أكثر. وبلغ متوسط حجم الأسرة المعيشية 2.35، أما متوسط حجم العائلات فبلغ 2.91.
بلغ العمر الوسطي للسكان 41.2 عاماً. وكانت نسبة 24.3% من القاطنين تحت سن الثامنة عشر، وكانت نسبة 7.7% بين الثامنة عشر والرابعة والعشرين عاماً، ونسبة 23.5% كانت واقعةً في الفئة العمرية ما بين الخامسة والعشرين والرابعة والأربعين عاماً، ونسبة 25.7% كانت ما بين الخامسة والأربعين والرابعة والستين، ونسبة 18.2% كانت ضمن فئة الخامسة والستين عاماً فما فوق. يوجد لكل 100 أنثى 87.5 ذكر، ويوجد لكل 100 أنثى في الثامنة عشر من عمرها فما فوق 85.3 ذكر.
بلغ متوسط دخل الأسرة في القرية 30,875 دولارًا، أما متوسط دخل العائلة فبلغ 38,385 دولارًا. وكان متوسط دخل الذكور 30,313 دولارًا مقابل 17,417 دولارًا للإناث. وسجل دخل الفرد الخاص بالقرية 14,804 دولارًا. وكانت نسبة 7.3% من العائلات ونسبة 11% من السكان تحت خط الفقر، وكان من هؤلاء نسبة 12.3% تحت سن الثامنة عشر ونسبة 10.9% في الخامسة والستين من العمر وما فوق.

### تعداد عام 2010
بلغ عدد سكان دولغيفيل 2,206 نسمة بحسب تعداد عام 2010، وبلغ عدد الأسر 943 أسرة وعدد العائلات 594 عائلة مقيمة في القرية. في حين سجلت الكثافة السكانية 464.4 نسمة لكل كيلومتر مربع (1,202.8/ميل2). وبلغ عدد الوحدات السكنية 1,046 وحدة بمتوسط كثافة قدره 220.2 لكل كيلومتر مربع (570.3/ميل2).
وتوزع التركيب العرقي للقرية بنسبة 96.92% من البيض و0.32% من الأمريكيين الأفارقة و0.36% من الأمريكيين الأصليين و0.59% من الأمريكيين ذوي الأصول الآسيوية و0.91% من الأعراق الأخرى و0.91% من عرقين مختلطين أو أكثر و1.81% من الهسبانيون أو اللاتينيون من أي عرق.
بلغ عدد الأسر 943 أسرة كانت نسبة 30.1% منها لديها أطفال تحت سن الثامنة عشر تعيش معهم، وبلغت نسبة الأزواج القاطنين مع بعضهم البعض 42.9% من أصل المجموع الكلي للأسر، ونسبة 14.3% من الأسر كان لديها معيلات من الإناث دون وجود شريك، بينما كانت نسبة 5.7% من الأسر لديها معيلون من الذكور دون وجود شريكة وكانت نسبة 37% من غير العائلات. تألفت نسبة 29.9% من أصل جميع الأسر من عدة أفراد يعيشون في نفس المنزل ونسبة 15.9% كانت تتألف من شخص يعيش بمفرده يبلغ من العمر 65 عاماً أو أكثر. وبلغ متوسط حجم الأسرة المعيشية 2.32، أما متوسط حجم العائلات فبلغ 2.84.
بلغ العمر الوسطي للسكان 39.8 عاماً. وكانت نسبة 23.2% من القاطنين تحت سن الثامنة عشر، وكانت نسبة 8.5% بين الثامنة عشر والرابعة والعشرين عاماً، ونسبة 23.4% كانت واقعةً في الفئة العمرية ما بين الخامسة والعشرين والرابعة والأربعين عاماً، ونسبة 27.7% كانت ما بين الخامسة والأربعين والرابعة والستين، ونسبة 17.3% كانت ضمن فئة الخامسة والستين عاماً فما فوق. وتوزع التركيب الجنسي للسكان بنسبة 47.9% ذكور و52.1% إناث.